# Districtul civil Duke, comitatul Harnett, Carolina de Nord

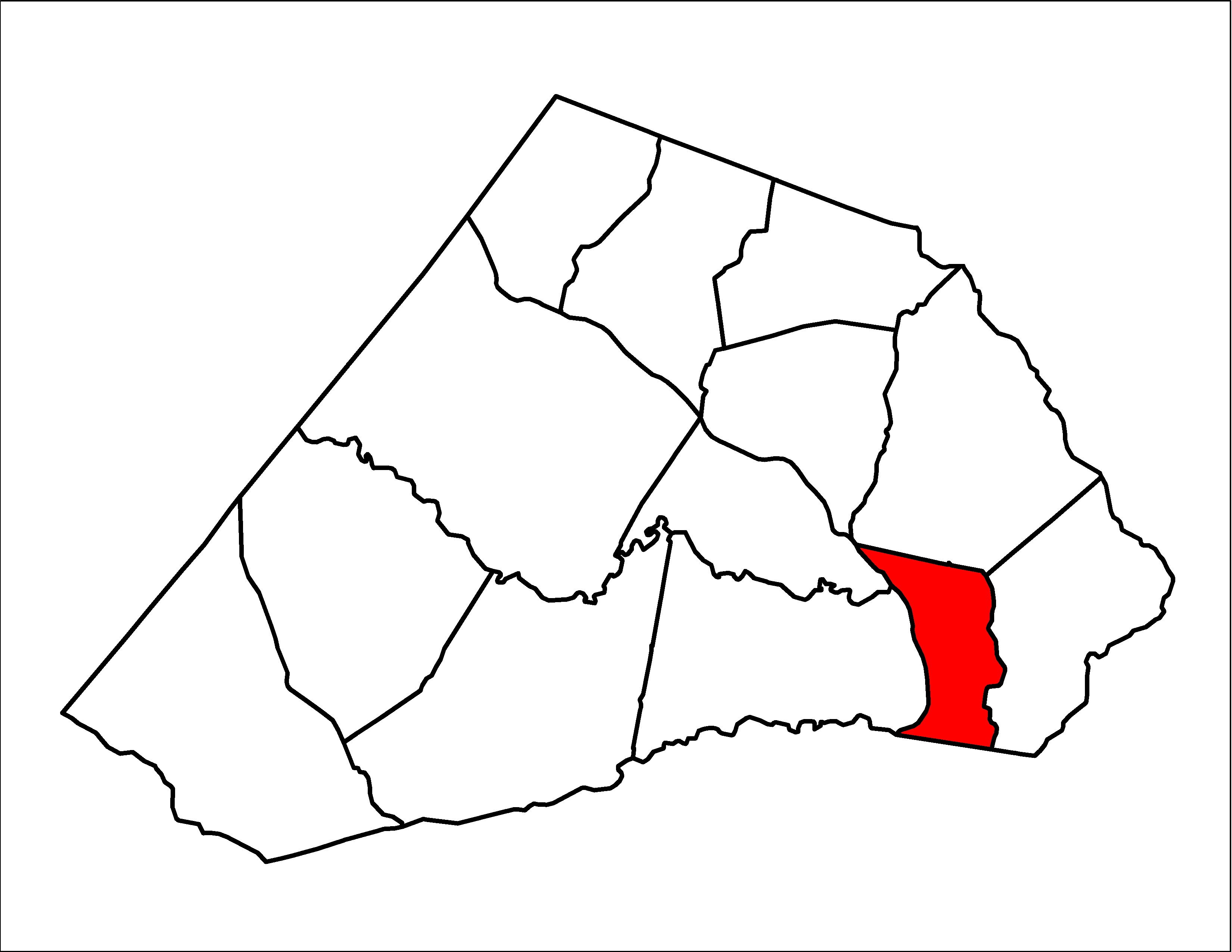
Plasarea districtului civil Duke în cadrul comitatului Harnett, statul, SUA.

Districtul civil Duke (în original, civil township) este unul dintre cele treisprezece zone locuite cu statut de township din comitatul Harnett, statul  Carolina de Nord,  Statele Unite ale Americii.

## Descriere
Populația districtului civil Duke fusese de 5.965 de locuitori, conform datelor recensământului din anul 2000 culese de United States Census Bureau. La cei 5.965 de locuitori, districtul civil Duke este, din acest punct de vedere, cel mai mic district din comitatul Harnett.
Din punct de vedere geografic, Duke Township ocupă 44.23 km2 (sau 18.62 sqmi) în sud-estul comitatului Harnett.  Singura localitate încorporată din district este Erwin.  Fostul nume al localității Erwin fusese Duke.